# Лига чемпионов УЕФА 2025/2026. Квалификация
Эта статья содержит информацию о квалификационных раундах Лиги чемпионов УЕФА 2025/2026.
В рамках квалификации Лиги чемпионов пройдут два отдельных отборочных турнира. Первый — для чемпионов, которые не получили путёвку в общий этап напрямую через чемпионат. Второй — для команд, не являющихся чемпионами своих стран и не квалифицировавшихся напрямую в общий этап.
Команды, проигравшие в первом квалификационном раунде Лиги чемпионов, перейдут во второй (12 команд) и третий (2 команды) квалификационные раунды Лиги конференций, проигравшие во втором квалификационном раунде Лиги чемпионов перейдут в третий квалификационный раунд Лиги Европы, проигравшие в чемпионском пути третьего квалификационного раунда Лиги чемпионов — в квалификационный раунд плей-офф Лиги Европы, а проигравшие в квалификационном раунде плей-офф и в пути представителей лиг третьего квалификационного раунда Лиги чемпионов попадут в общий этап Лиги Европы.
При жеребьёвке каждого из раундов участвующие команды делятся на «сеяные» и «несеяные» в соответствии с их коэффициентами на конец сезона 2024/25.
Время указанно по CEST (UTC+2), в соответствии с правилами УЕФА (местное время, если отличается, указано в скобках).

## Календарь
Ниже представлено расписание квалификационного турнира.
| Раунд                           | Жеребьёвка     | Первый матч          | Ответный матч        |
| ------------------------------- | -------------- | -------------------- | -------------------- |
| Первый квалификационный раунд   | 17 июня 2025   | 8 и 9 июля 2025      | 15 и 16 июля 2025    |
| Второй квалификационный раунд   | 18 июня 2025   | 22 и 23 июля 2025    | 29 и 30 июля 2025    |
| Третий квалификационный раунд   | 21 июля 2025   | 5 и 6 августа 2025   | 12 августа 2025      |
| Квалификационный раунд плей-офф | 4 августа 2025 | 19 и 20 августа 2025 | 26 и 27 августа 2025 |

## Первый квалификационный раунд
Жеребьёвка первого квалификационного раунда прошла 17 июня 2025 года. В первом квалификационном раунде сыграли 28 команд.

### Таблица
Победители матчей этого этапа вышли во второй квалификационный раунд (путь чемпионов). 12 из 14 проигравших команд вышли во второй квалификационный раунд Лиги конференций, а 2 проигравшие команды вышли в третий квалификационный раунд Лиги конференций.
| Команда 1         | Итог           | Команда 2         | 1-й матч | 2-й матч       |
| ----------------- | -------------- | ----------------- | -------- | -------------- |
| Жальгирис         | 2:2 (10:11 п.) | Хамрун Спартанс   | 2:0      | 0:2 (доп. вр.) |
| КуПС              | 1:0            | Милсами           | 1:0      | 0:0            |
| Нью-Сейнтс        | 1:2            | Шкендия           | 0:0      | 1:2 (доп. вр.) |
| Иберия 1999       | 2:6            | Мальмё            | 1:3      | 1:3            |
| Левадия           | 0:2            | РФШ               | 0:1      | 0:1            |
| Дрита             | 4:2            | Дифферданж 03     | 1:0      | 3:2            |
| Викингур Лайрвуйк | 2:4            | Линкольн Ред Импс | 2:3      | 0:1            |
| Эгнатия           | 1:5            | Брейдаблик        | 1:0      | 0:5            |
| Шелбурн           | 2:1            | Линфилд           | 1:0      | 1:1            |
| ФКСБ              | 4:3            | Интер Эскальдес   | 3:1      | 1:2            |
| Виртус            | 1:4            | Зриньски          | 0:2      | 1:2            |
| Олимпия Любляна   | 1:3            | Кайрат            | 1:1      | 0:2            |
| Ноа               | 3:2            | Будучност         | 1:0      | 2:2            |
| Лудогорец         | 3:2            | Динамо Минск      | 1:0      | 2:2 (доп. вр.) |

1. 1 2  Проигравший по жребию получает пропуск в третий квалификационный раунд Лиги конференций.

## Второй квалификационный раунд
Жеребьёвка второго квалификационного раунда прошла 18 июня 2025 года. Во втором квалификационном раунде сыграли 30 команд.

### Таблица
Победители матчей этого этапа вышли в третий квалификационный раунд. Проигравшие команды вышли в третий квалификационный раунд Лиги Европы.
| Команда 1         | Итог | Команда 2         | 1-й матч | 2-й матч       |
| ----------------- | ---- | ----------------- | -------- | -------------- |
| РФШ               | 1:5  | Мальмё            | 1:4      | 0:1            |
| Хамрун Спартанс   | 0:6  | Динамо Киев       | 0:3      | 0:3            |
| Пафос             | 2:1  | Маккаби Тель-Авив | 1:1      | 1:0            |
| Линкольн Ред Импс | 1:6  | Црвена звезда     | 0:1      | 1:5            |
| Ноа               | 4:6  | Ференцварош       | 1:2      | 3:4            |
| Лех               | 8:1  | Брейдаблик        | 7:1      | 1:0            |
| Копенгаген        | 3:0  | Дрита             | 2:0      | 1:0            |
| Риека             | 1:3  | Лудогорец         | 0:0      | 1:3 (доп. вр.) |
| Шкендия           | 3:1  | ФКСБ              | 1:0      | 2:1            |
| Слован Братислава | 6:2  | Зриньски          | 4:0      | 2:2            |
| Шелбурн           | 0:4  | Карабах           | 0:3      | 0:1            |
| КуПС              | 2:3  | Кайрат            | 2:0      | 0:3            |

| Команда 1        | Итог | Команда 2          | 1-й матч | 2-й матч |
| ---------------- | ---- | ------------------ | -------- | -------- |
| Бранн            | 2:5  | Ред Булл Зальцбург | 1:4      | 1:1      |
| Виктория Пльзень | 3:2  | Серветт            | 0:1      | 3:1      |
| Рейнджерс        | 3:1  | Панатинаикос       | 2:0      | 1:1      |

## Третий квалификационный раунд
Жеребьёвка третьего квалификационного раунда прошла 21 июля 2025 года. В третьем квалификационном раунде сыграли 20 команд.

### Таблица
Победители матчей этого этапа вышли в квалификационный раунд плей-офф. Проигравшие команды пути чемпионов вышли в квалификационный раунд плей-офф Лиги Европы.
| Команда 1   | Итог         | Команда 2         | 1-й матч | 2-й матч       |
| ----------- | ------------ | ----------------- | -------- | -------------- |
| Мальмё      | 0:5          | Копенгаген        | 0:0      | 0:5            |
| Кайрат      | 1:1 (4:3 п.) | Слован Братислава | 1:0      | 0:1 (доп. вр.) |
| Лех         | 2:4          | Црвена звезда     | 1:3      | 1:1            |
| Лудогорец   | 0:3          | Ференцварош       | 0:0      | 0:3            |
| Динамо Киев | 0:3          | Пафос             | 0:1      | 0:2            |
| Шкендия     | 1:6          | Карабах           | 0:1      | 1:5            |

| Команда 1          | Итог | Команда 2        | 1-й матч | 2-й матч |
| ------------------ | ---- | ---------------- | -------- | -------- |
| Ред Булл Зальцбург | 2:4  | Брюгге           | 0:1      | 2:3      |
| Рейнджерс          | 4:2  | Виктория Пльзень | 3:0      | 1:2      |
| Ницца              | 0:4  | Бенфика          | 0:2      | 0:2      |
| Фейеноорд          | 4:6  | Фенербахче       | 2:1      | 2:5      |

## Квалификационный раунд плей-офф
Жеребьёвка квалификационного раунда плей-офф прошла 4 августа 2025 года. В квалификационном раунде плей-офф сыграли 14 команд.

### Таблица
Победители матчей этого этапа выйдут в общий этап. Проигравшие команды выйдут в общий этап Лиги Европы.
| Команда 1     | Итог | Команда 2  | 1-й матч | 2-й матч |
| ------------- | ---- | ---------- | -------- | -------- |
| Ференцварош   | 1    | Карабах    | 1:3      | 27 авг   |
| Црвена звезда | 2    | Пафос      | 1:2      | 26 авг   |
| Будё-Глимт    | 3    | Штурм      | 5:0      | 26 авг   |
| Селтик        | 4    | Кайрат     | 0:0      | 26 авг   |
| Базель        | 5    | Копенгаген | 1:1      | 27 авг   |

| Команда 1  | Итог | Команда 2 | 1-й матч | 2-й матч |
| ---------- | ---- | --------- | -------- | -------- |
| Фенербахче | 1    | Бенфика   | 0:0      | 27 авг   |
| Рейнджерс  | 2    | Брюгге    | 1:3      | 27 авг   |